# Sincronització d'àudio i vídeo digital
La sincronització d'àudio i vídeo, es refereix a la temporització relativa de parts d'àudio (so) i de vídeo (imatge) durant la creació, postproducció (barreja), la transmissió, la recepció i la reproducció. Quan el so i el vídeo tenen una causa relacionada amb el temps i l'efecte, la sincronització pot ser un problema a la televisió, videoconferència, en una pel·lícula, etc.
Els errors de sincronització de llavis són els més observats pels televidents, (és a dir, persones no professionals involucrades en la indústria de la televisió), en un primer pla de la cara d'un personatge, com un presentador de notícies. Aquest error de temporització (és a dir, error de sincronització de llavis) pot oscil·lar de zero a uns quants segons. L'error normalment varia lentament en una quantitat significativa al llarg d'un programa de televisió. En terminologia de la indústria de l'error de sincronització de llavis s'expressa com una quantitat de temps que l'àudio s'aparta de la perfecta sincronització amb el vídeo on un nombre positiu indica que el temps d'àudio està avançat respecte al de vídeo, i un nombre negatiu indica que l'àudio es retarda respecte al vídeo. Aquesta estandardització de la terminologia i l'error de sincronització de llavis numèric s'utilitza en la indústria de la radiodifusió professional.
Els fluxos d'àudio digital o analògica de vídeo o arxius de vídeo en general contenen algun tipus explícit de temps de sincronització, com la forma d'entrellaçat de vídeo i dades d'àudio. El tractament de les dades ha de respectar el temps relatiu de les dades, per exemple, la interpolació de les dades rebudes. Si el tractament no respecta l'error de sincronització d'àudio i vídeo, s'incrementarà cada vegada que les dades es perdin, a causa d'errors de transmissió o causa de la falta de processament temporitzat.
Els errors de sincronització s'estan convertint en un problema important en la indústria de la televisió digital per l'ús de grans quantitats de processament de senyal de vídeo en la producció televisiva(televisió per radiodifusió i televisió pixelada com ara pantalles LCD, DLP i plasma).

## Sincronització incorrecta durant el procés de gravació
Hi ha diferents maneres per les quals la sincronització d'àudio i vídeo es realitza malament:
- Error de sincronització interna: Diferents retards de processament entre la imatge i el so en la càmera de vídeo i micròfon. El retard de sincronització es fixa normalment.
- Error de sincronització externa: Si es col·loca un micròfon allunyat de la font de so, el so no es sincronitzarà bé perquè la velocitat del so és molt menor que la velocitat de la llum. Si la font de so és a 340 metres del micròfon, el so arriba aproximadament 1 segon després que la llum. El retard en la sincronització de l'àudio i el vídeo depèn de la distància.

Durant la barreja de videoclips, normalment l'àudio o el vídeo han de ser retardats perquè estiguin sincronitzats. El retard pot variar.
Exemples de transmissió (broadcasting), recepció i reproducció que pot obtenir sincronització incorrecta:
- Una càmera de vídeo amb micròfons incorporats no pot retardar el so i vídeo els mateixos segons (mil·lisegons). Una càmera de vídeo ha de tenir algun tipus explícit de sincronització per posar al vídeo i àudio. Les càmeres de vídeo "Solid state" (per exemple, dispositiu de càrrega acoblada (CCD) i els sensors d'imatge CMOS) pot retardar el senyal de vídeo per una o més trames.
- Un corrent d'audio i video es pot corrompre durant la transmissió a causa de fallades elèctriques (amb cable) o interrupcions sense fil - això pot fer que es dessincronitzin. El retard normalment augmenta amb el temps.
- Hi ha un ampli ús de circuits de processament de senyals d'àudio i vídeo amb retards significatius en els sistemes de televisió. Un circuit de processament de senyal de video s'utilitza àmpliament i contribueix a retards significatius de vídeo. Inclou sincronitzadors de marc, processadors digitals d'efectes de vídeo, reducció de soroll de vídeo, convertidors de format MPEG i processament previ.
- En el camp de la televisió, els problemes de sincronització d'àudio i vídeo són comunament causats quan quantitats importants de processament de vídeo es realitzen en la part de vídeo del programa de televisió.
- Un monitor de vídeo amb altaveus incorporats no pot retardar el so i el vídeo amb els mateixos segons. Alguns monitors de vídeo tenen retards d'audio interns ajustables per ajudar en la correcció d'errors.

## Errors de sincronització en la projecció
- En les pel·lícules de cinema aquests errors de temps són causades per les pel·lícules desgastades saltant sobre les rodes dentades projector de cinema, ja que pot tenir perforacions.
- Els errors també poden ser causats pel projeccionista a l'hora de projectar la pel·lícula, encara que això és rar amb projeccionistes competents.
- Fonts típiques de retards de vídeo significatiu en el camp televisiu inclouen sincronitzadors de vídeo i codificadors i descodificadors de compressió de vídeo. Particularment els codificadors i els descodificadors són utilitzats en sistemes de compressió MPEG que s'utilitzen per retransmetre televisió digital i emmagatzemant de programes televisius i enregistrament professional.
- Una font de retard de vídeo significativa es troba en les pantalles de televisió pixelats (LCD, pantalla de plasma, DLP) que utilitzen un processament complex del senyal de vídeo per convertir la resolució del senyal de vídeo entrant a la resolució nativa de la pantalla pixelada, per exemple la conversió de vídeo de definició estàndard a visualitzar en una pantalla d'alta definició. El "Lip-flap" (desincronització de llavis) pot superar els 200 ms de vegades.

A la televisió, no és inusual que l'error de sincronització de llavis varií de més de 100 ms (diversos fotogrames de vídeo) de tant en tant.

## Experiència de l'espectador a la incorrecta sincronització
El resultat de la desincronització entre l'audio i el video sol deixar a un personatge filmat o televisat movent la boca quan no hi ha diàleg parlat per acompanyar-lo. Això pot ser molest per a l'espectador i fins i tot pot fer que l'espectador no gaudeixi del programa.
A causa d'aquestes molèsties, la sincronització és d'interès per a la indústria de la programació de televisió, incloses les estacions de televisió, xarxes, anunciants i companyies de producció de programes. Malauradament, l'arribada de l'alta definició de les tecnologies de pantalles planes (LCD, DLP i plasma) que poden retardar el vídeo més que l'àudio, han traslladat el problema a casa de l'espectador. Les companyies dels productes de consum ara ofereixen ajustaments d'àudio per compensar els canvis de retard de vídeo en el televisors, receptors A / V.

## Sincronització de les ràdios
Hi ha cops que les ràdios es sincronitzen amb la televisió, per tal que els televidents puguin seguir a la vegada les dues coses. Un exemple serien les ràdios que emeten partits de futbol, que molts cops retarden l'emissió del senyal perquè es pugui seguir a la vegada amb la televisió. (Ex. Rac1, Catalunya Ràdio). El problema és que la gent que ho veu en directe, escolta la retransmissió amb retard.

## Programes d'edició de vídeo i àudio
- Final Cut Studio
- Adobe Premiere Pro
- Avid